# Nothorhaphium callosum
Nothorhaphium callosum är en tvåvingeart som beskrevs av Daniel J. Bickel 1999. Nothorhaphium callosum ingår i släktet Nothorhaphium och familjen styltflugor. Inga underarter finns listade i Catalogue of Life.